# Бен-Шуд
Бен-Шуд (араб. بن شود‎, фр. Ben Choud) — коммуна на севере Алжира, на территории вилайета Бумердес, округа Деллис.

## Географическое положение
Коммуна находится в северной части вилайета, на высоте 26 метров над уровнем моря.
Коммуна расположена на расстоянии приблизительно 93 километров к востоку от столицы страны Алжира и в 49 километрах к востоку от административного центра вилайета Бумердеса.

## Демография
По состоянию на 2008 год население составляло 9 985 человек.
Динамика численности населения коммуны по годам:
| 1977  | 1987  | 1998  | 2008  |
| ----- | ----- | ----- | ----- |
| 4 800 | 7 700 | 8 853 | 9 985 |